# Sırrı Süreyya Önder
Sırrı Süreyya Önder (ur. 7 lipca 1962 w Adıyaman, zm. 3 maja 2025 w Stambule) – turecki reżyser filmowy, aktor, scenarzysta, felietonista oraz polityk pochodzenia turkmeńskiego. Wybrany do Wielkiego Zgromadzenia Narodowego Turcji w 2011 jako kandydat niezależny, wspierany przez Partię Pokoju i Demokracji (BDP), do której później wstąpił. Brał udział w wyborach samorządowych w 2014 jako kandydat na burmistrza Stambułu z ramienia Ludowej Partii Demokratycznej (HDP), zajmując wówczas trzecie miejsce z wynikiem 4,83%. W wyborach powszechnych 7 czerwca 2015 został wybrany do parlamentu z I okręgu wyborczego Ankara.

## Życiorys
Önder Urodził się 7 lipca 1962 w Adıyaman. Jego ojciec był fryzjerem, który był założycielem i liderem lokalnego biura Behice Borana z Partii Pracujących Turcji (TİP) w latach 60. Ojciec zmarł na marskość wątroby, gdy Önder miał osiem lat. Jego matka przeprowadziła się z nim i jego czwórką młodszego rodzeństwa do domu dziadka ze strony matki. Aby wesprzeć swoją rodzinę, jeszcze w szkole Önder rozpoczął praktyki w zakładzie fotograficznym, gdzie pracował do dziesiątej klasy liceum. 
W wieku szesnastu lat zaczął zarabiać pracując dla Narodowego Programu Walki z Malarią. Zaangażował się w ruch związkowy, co doprowadziło do zwolnienia go. Po krótkim czasie spędzonym we własnym warsztacie oponiarskim utrzymywał się na wsi, robiąc ludziom zdjęcia do dokumentów tożsamości. 
W 1980 zapisał się na uniwersytet w Ankarze, aby studiować nauki polityczne. Na drugim roku przyłączył się do politycznego ruchu studenckiego, aby zaprotestować przeciwko juncie wojskowej, która obaliła rząd 12 września 1980. Został aresztowany i skazany na dwanaście lat więzienia pod zarzutem członkostwa w nielegalnej organizacji. Był osadzony w przepełnionych celach, w takich więzieniach jak Mamak, Ulucanlar i Haymana.
W 2006 ukazał się film Öndera zatytułowany Międzynarodówka, który otrzymał nagrodę dla „najlepszego filmu” na Międzynarodowym Festiwalu Filmowym Adana Golden Boll w 2007 i został zgłoszony na 29. Międzynarodowy Festiwal Filmowy w Moskwie. 
W 2010 rozpoczął karierę felietonistyczną w gazecie „BirGün”. Następnie kontynuował pisanie do dziennika „Radikal”. Startował w wyborach parlamentarnych w 2011 jako kandydat niezależny, ale opierany przez Partię Pokoju i Demokracji (BDP). Wybrany na parlamentarzystę z okręgu stambulskiego, następnie wstąpił do BDP. Po wejściu do parlamentu zrezygnował z pisania do „Radikal”.  Pisał także dla „Özgür Gündem”. 
Önder brał udział w protestach w parku Taksim Gezi w 2013 i podobno trafił do szpitala po trafieniu nabojem z gazem łzawiącym. Był członkiem delegacji polityków Ludowej Partii Demokratycznej (HDP) mającej ułatwić dialog między Abdullahem Öcalanem a rządem tureckim, który w dniu 28 lutego 2015 doprowadził do konsensusu Dolmabahce.  
W dniu 3 grudnia 2018 został skazany na 43 miesiące więzienia za przemówienie wygłoszone podczas uroczystości Newroz w 2013. W dniu 6 grudnia 2018 trafił do więzienia w Kocaeli. W dniu 4 października 2019 został zwolniony po tym, jak Trybunał Konstytucyjny orzekł, że dzień wcześniej naruszono jego wolność słowa. W dniu 17 marca 2021 Prokurator Krajowy przy Sądzie Kasacyjnym Bekir Şahin złożył pozew do Sądu Konstytucyjnego, domagając się od Öndera i 686 innych polityków HDP pięcioletniego zakazu angażowania się w politykę wraz z zakazem działalności HDP z powodu ich rzekomej jedność organizacyjnej z Partią Pracujących Kurdystanu (PKK). 

## Filmografia

### Reżyser
- Międzynarodówka (2006)
- Beynelmilel (2006)
- F Tipi film (2012)

### Scenarzysta
- Międzynarodówka (2006)
- O... Çocukları (2008)
- Kalpsiz Adam (2008)

### Aktor
- Międzynarodówka (2006)
- Sis ve Gece (2006)
- Ejder Kapanı (2009)
- Mar (2010)
- Yeraltı (2011)
- Düğün Dernek (2013)